# 卡瑟堡
卡瑟堡（德語：Kasseburg）是德国石勒苏益格－荷尔斯泰因州的一个市镇。总面积7.89平方公里，总人口567人，其中男性279人，女性288人（2011年12月31日），人口密度72人/平方公里。